# Jattó
Jattó (szlovákul Jatov) község Szlovákiában, a Nyitrai kerületben, az Érsekújvári járásban.

## Fekvése
Érsekújvártól 20 km-re északnyugatra fekszik.

## Története
A mai község területén már a kora bronzkorban is élhettek emberek. Alsójattó határában vasút építése közben a hévmagyarádi kultúra telepének nyomaira bukkantak. A község északkeleti határában, a Čierny vŕšok nevű részen kora vaskori kelta település maradványaira találtak. A régészeti leletek alapján területe a 9. és 14. század között lényegében folyamatosan lakott volt.
Írott forrásban azonban csak legkorábbról 1236-ból az esztergomi káptalan oklevelében "Itou" alakban maradt fenn. 1295-ben a mára már elpusztult Várkeszi határleírásában szerepel szintén "Itou" formában. 1379-ben Jattó birtokosa Farkasdi György. 1494-ben Nehéz György tulajdonában van, akit 1501-ben II. Ulászló is megerősít birtokában. Ezután az egyik legjelentősebb magyar család, a Szapolyaiak birtoka lett, majd 1527-ben több Szapolyai-birtokkal együtt a Thurzó családra szállt, akik a család 1636-os kihalásáig birtokolták. Az 1540-es évektől egyre több török támadás érte a területet, mely végül Érsekújvár eleste után az Esztergomi Szandzsák része lett. A török kiűzése után a semptei uradalom részeként az Eszterházy család fraknói ágáé lett, akik 1918-ig megtartották.
Fényes Elek geográfiai szótárában "Játó (Alsó), puszta, Nyitra vmegyében, 206 kath. lak., kath. paroch. templommal; nagy gazdasággal, juhtenyésztéssel, kövér rétekkel, vadaskerttel. F. u. gr. Eszterházy Mihály"  Archiválva 2007. szeptember 27-i dátummal a Wayback Machine-ben "Játó (Felső), puszta, Nyitra vmegyében, Alsó-Játó filial., 203 kath. lak. Szinte igen szép és termékeny puszta, saját postahivatallal és váltással Szered és Érsekujvár közt."  Archiválva 2007. szeptember 27-i dátummal a Wayback Machine-ben
A község csak 1952-ben lett önálló település, melyet a korábban Tardoskeddhez tartozó Alsójattó, Kisjattó, Kenderes (Jattó) és Čierny vŕšok nevű részekből hoztak létre.

## Népessége
| Év:            | 1994. | 2004.   | 2014.   | 2024.   |
| -------------- | ----- | ------- | ------- | ------- |
| Emberek száma: | 772   | 784     | 780     | 713     |
| Eltérés:       |       | +1,55 % | -0,51 % | -8,58 % |

| Év:            | 2023. | 2024.   |
| -------------- | ----- | ------- |
| Emberek száma: | 711   | 713     |
| Eltérés:       |       | +0,28 % |

2001-ben 791 lakosából 753 szlovák és 34 magyar.
2011-ben 771 lakosából 700 szlovák, 27 magyar és 39 ismeretlen nemzetiségű.
2021-ben 713 lakosából 31 (+5) magyar, 652 (+5) szlovák, 6 egyéb és 24 ismeretlen nemzetiségű volt.

## Neves személyek
- Itt szolgált Bacskády Ágoston (1839-1904) plébános, író.

## Nevezetességei

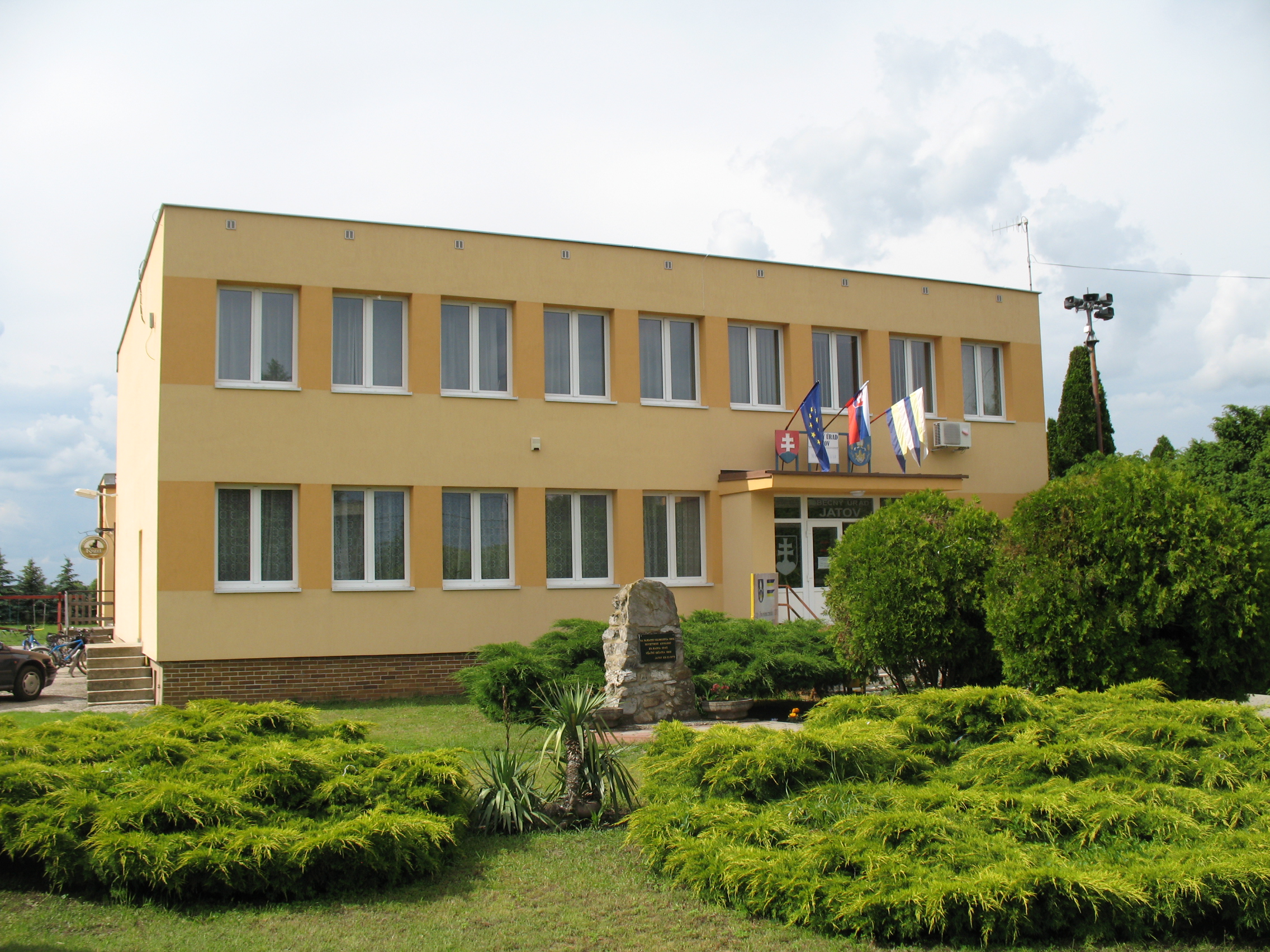
Községháza
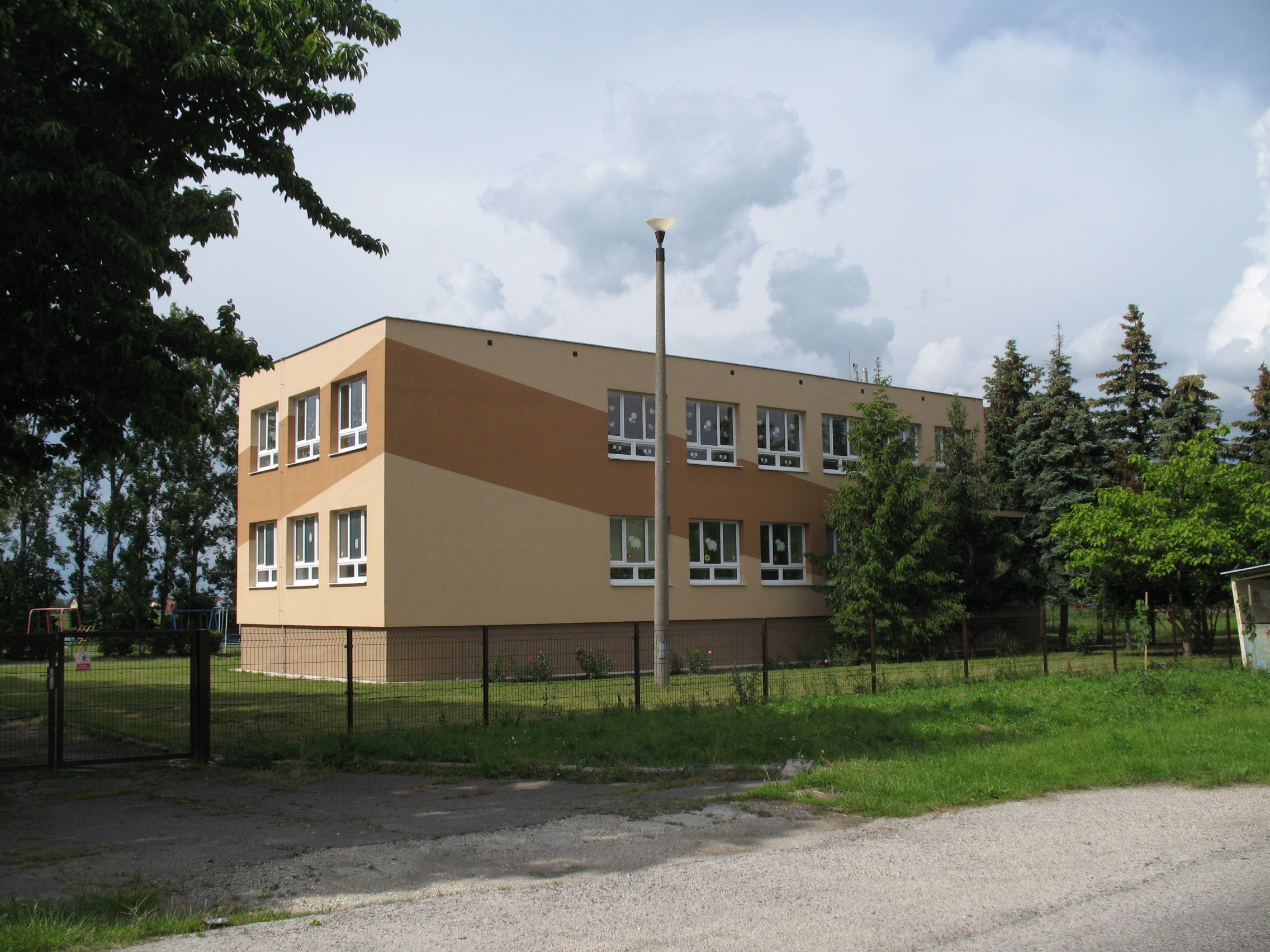
Iskola
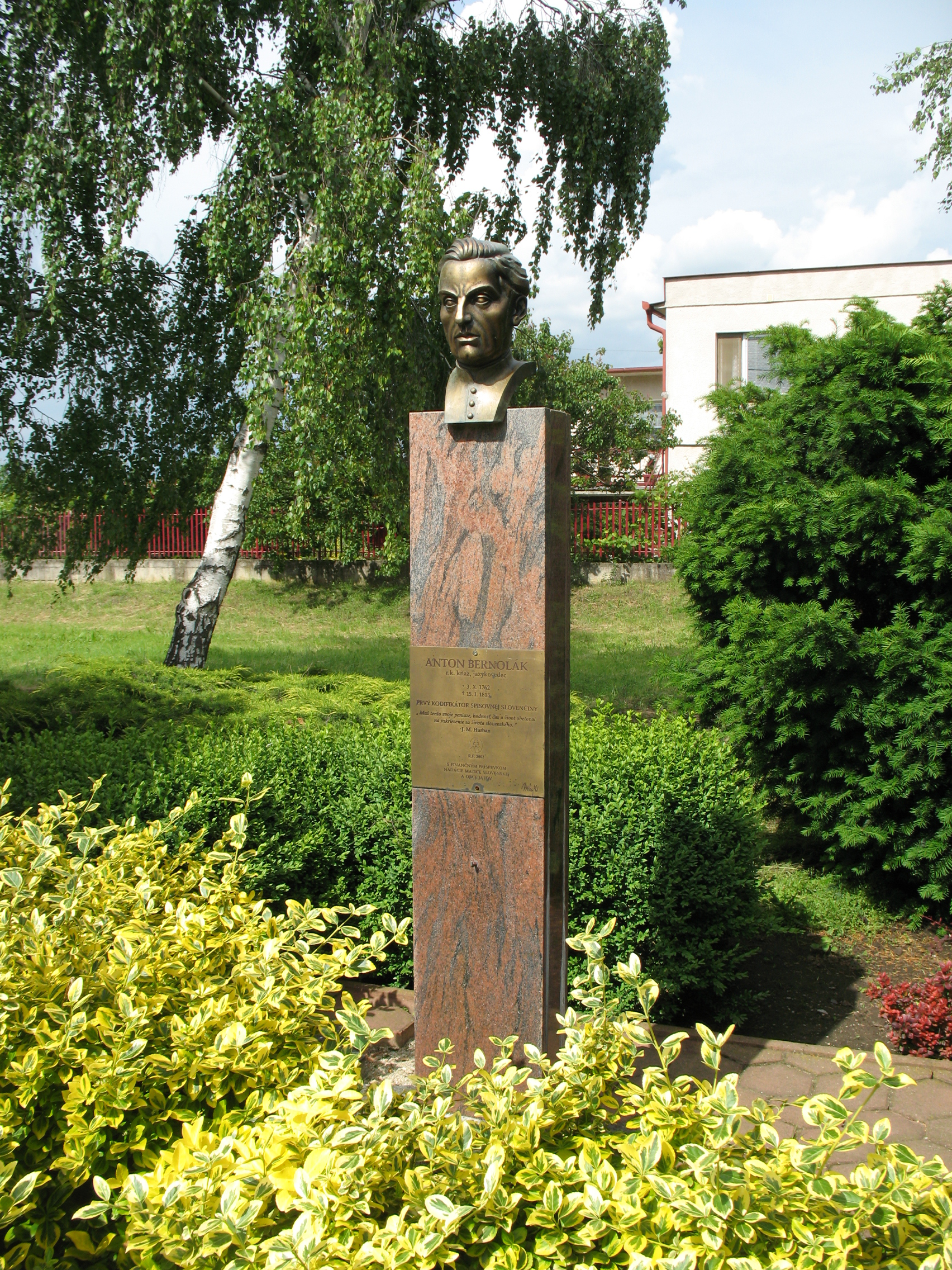
Anton Bernolák mellszobra
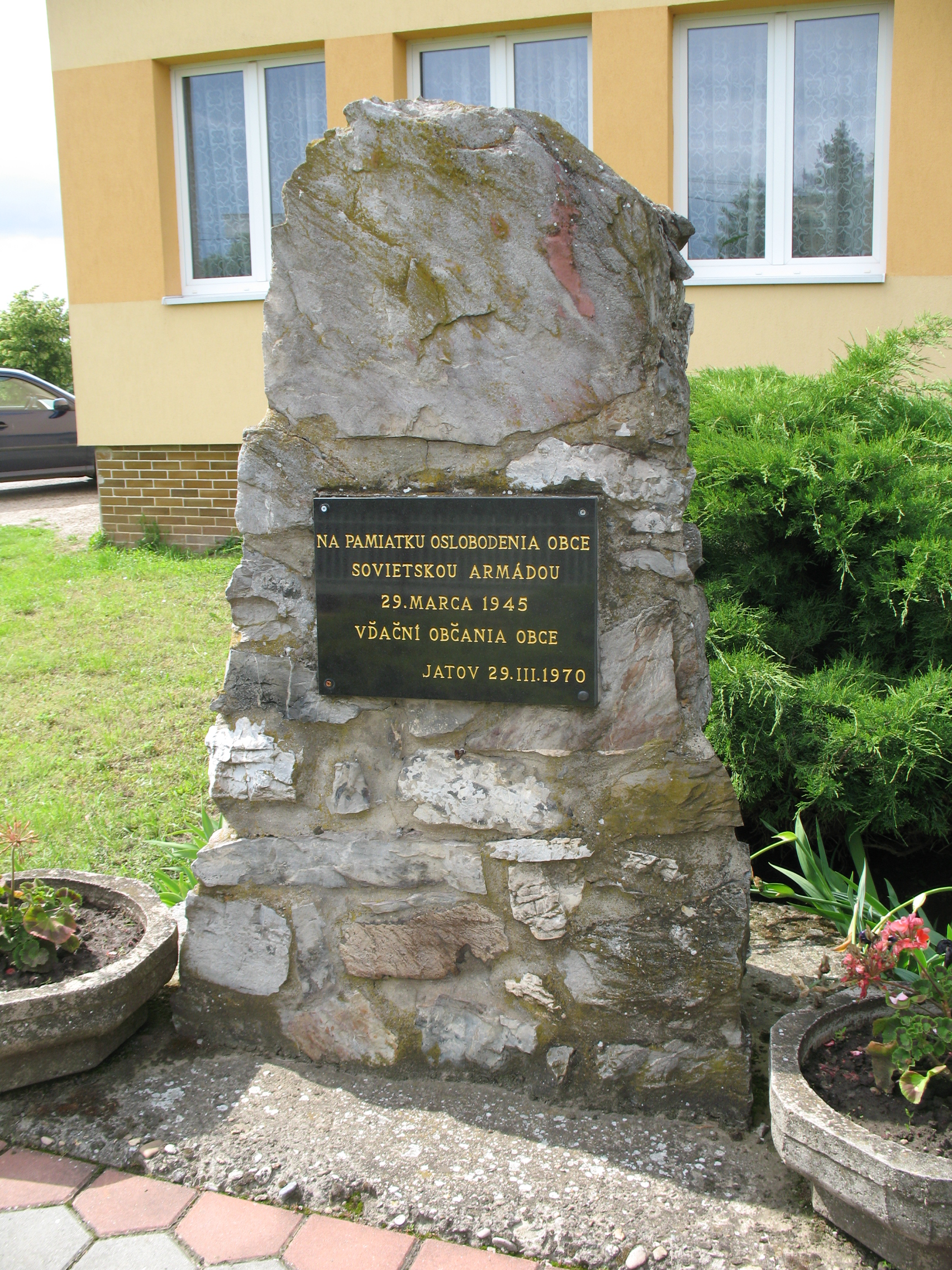
A falu felszabadításának emlékműve
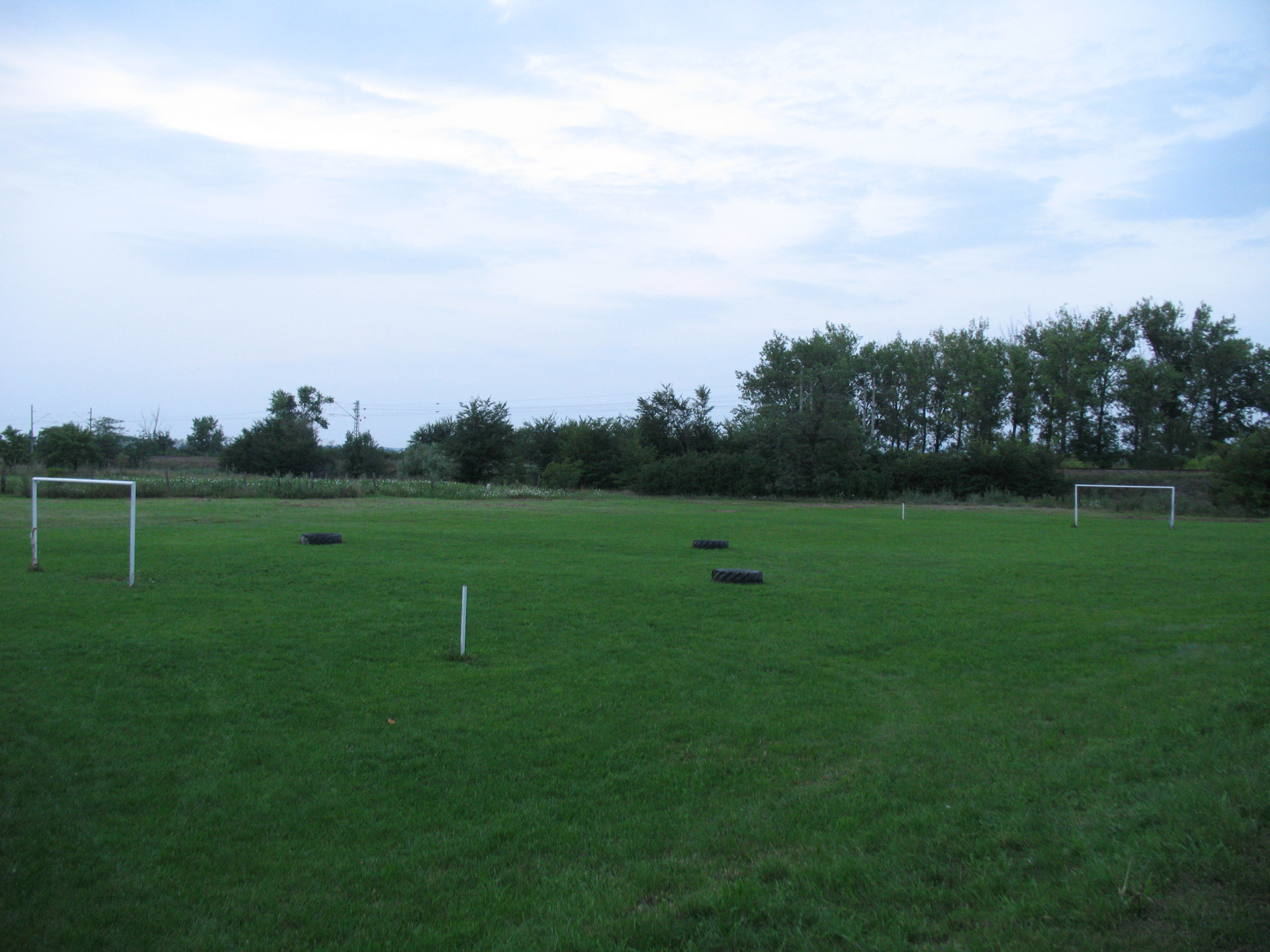
Focipálya Kenderesen
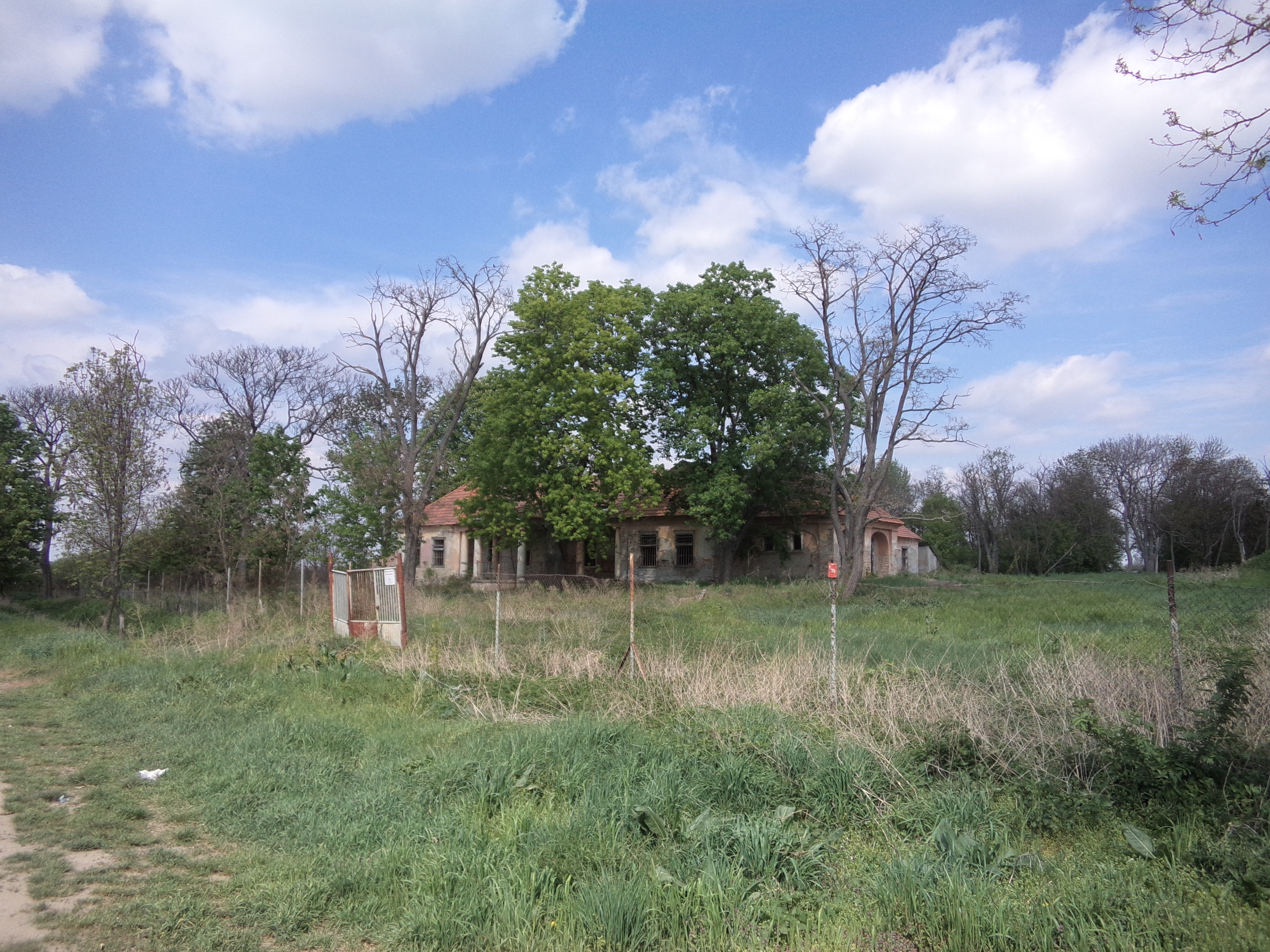

- Szent Vendel tiszteletére szentelt római katolikus temploma 1760-ban épült.
- Klasszicista kúriája a 19. század elején épült.

## Külső hivatkozások
- Hivatalos oldal
- Községinfó
- Jattó Szlovákia térképén
- E-obce.sk Archiválva 2008. szeptember 20-i dátummal a Wayback Machine-ben